# Cristián del Palatinado-Zweibrücken (1782-1859)
Cristián Mariano Guillermo Augusto Francisco Freiherr von Zweibrücken, antes de 1792 Graf von Forbach (Forbach, Lorena, 30 de agosto de 1782-Múnich, 25 de abril de 1859), fue un general de caballería bávaro, y después Generalkapitän del Leibgarde der Hartschiere. No debe ser confundido con su tío Cristián Freiherr von Zweibrücken (también conocido como Cristián Graf von Forbach, 1752-1817), quien fue un general de infantería bávaro.

## Vida
Cristián von Zweibrücken, nieto de Cristián IV, Duque del Palatinado-Zweibrücken, nació como hijo del oficial Philippe Guillaume (después renombrado Wilhelm) Freiherr von Zweibrücken (nacido Graf von Forbach, 1754-1807) y de Adelaida (Adélaïde) Gräfin von Polastron (1760-1795) en Forbach. Tuvo tres hermanos. Cuando nació, llevó el apellido de su abuela María Juana Gräfin von Forbach como su padre, tíos y tías. Se les permitió llevar el nombre de Freiherr von Zweibrücken en 1792.
De niño creció en Forbach, en Lorena, y tuvo que huir allí con su familia tras el inicio de la Revolución Francesa. Llegaron a Múnich a través de Zweibrücken, donde el primo de su padre, Maximiliano José, gobernó como elector y, desde 1806, como rey.

### Matrimonios e hija
Se casó dos veces. En la primera se casó con Cristiana Freiin von Guttenberg-Steinenhausen (1798-1817) el 24 de julio de 1798, y tuvo una hija con su primera esposa, llamada Carolina Teresa, que nació en febrero de 1817 y murió en octubre de 1818.
Tras la muerte de su esposa, se casó nuevamente con Carolina Federica Walpurga María von Rechberg und Rothenlöwen (1798-1878) el 4 de agosto de 1818. Cristián von Zweibrücken murió en Múnich.